# Pana Pana
Pana Pana är en corregimientos departamentale i Colombia.   Den ligger i departementet Guainía, i den östra delen av landet, 600 km sydost om huvudstaden Bogotá. Antalet invånare är 2 224.